# Масевицький, Урочище «Старики»
Масе́вицький, Уро́чище «Старики́» — загальнозоологічний заказник місцевого значення в Україні. Розташований у межах Сарненського району Рівненської області, на захід від села  Масевичі і на південь від села Старики. 
Площа 1500 га. Статус присвоєно згідно з рішенням Рівненського облвиконкому від 22.11.1983 року № 343 (зі змінами рішення облвиконкому № 98 від 18.06.1991 року). Перебуває у віданні ДП «Рокитнівський лісгосп» (Масевицьке л-во, кв. 3, 5, 6, 10, 13, 14, 19, 23, 24, 29, 34, 35, 39, 47, 48). 
Статус присвоєно для збереження двох частин лісового масиву, розташованих вздовж річки Льва та її каналізованої правої притоки — річки Грабівки. Річка Льва в даному місці має обривисті береги заввишки 2—3 м. Територія заказника цінна тим, що тут існують боброві поселення.